# Dhadhar
Dhadhar és un riu de l'Índia al Gujarat.
Neix al vessant occidental de les muntanyes Vindhya a uns 55 km al nord-est de Bhilapur; baixa fins aquesta vila i rep per la dreta al Vishwamitri a la riba del qual hi ha Baroda. Continua el seu curs fins a desaiguar al golf de Cambay. La seva longitud és de 112 km i la seva conca s'estima en 4700 km².